# Alviobeira
Alviobeira é uma povoação portuguesa do Município de Tomar que foi sede da extinta Freguesia de Alviobeira, freguesia que tinha 8,61 km² de área e 623 habitantes (2011), e, por isso, uma densidade populacional de 72,7 hab./km².
A Freguesia de Alviobeira foi extinta (agregada) pela reorganização administrativa de 2012/2013, sendo o seu território agregado ao da Freguesia de Casais para criar a Freguesia de Casais e Alviobeira.
Foi integrada no concelho (atual município) de Tomar em 1855, por Decreto de 24 de Outubro. Até essa data pertencia ao concelho de Ferreira do Zêzere.

## População
| População da freguesia de Alviobeira | População da freguesia de Alviobeira | População da freguesia de Alviobeira | População da freguesia de Alviobeira | População da freguesia de Alviobeira | População da freguesia de Alviobeira | População da freguesia de Alviobeira | População da freguesia de Alviobeira | População da freguesia de Alviobeira | População da freguesia de Alviobeira | População da freguesia de Alviobeira | População da freguesia de Alviobeira | População da freguesia de Alviobeira | População da freguesia de Alviobeira | População da freguesia de Alviobeira |
| ------------------------------------ | ------------------------------------ | ------------------------------------ | ------------------------------------ | ------------------------------------ | ------------------------------------ | ------------------------------------ | ------------------------------------ | ------------------------------------ | ------------------------------------ | ------------------------------------ | ------------------------------------ | ------------------------------------ | ------------------------------------ | ------------------------------------ |
| 1864                                 | 1878                                 | 1890                                 | 1900                                 | 1911                                 | 1920                                 | 1930                                 | 1940                                 | 1950                                 | 1960                                 | 1970                                 | 1981                                 | 1991                                 | 2001                                 | 2011                                 |
| 721                                  | 820                                  | 793                                  | 873                                  | 966                                  | 1 013                                | 1 080                                | 1 131                                | 1 036                                | 957                                  | 758                                  | 712                                  | 609                                  | 635                                  | 623                                  |

| Distribuição da População por Grupos Etários | Distribuição da População por Grupos Etários | Distribuição da População por Grupos Etários | Distribuição da População por Grupos Etários | Distribuição da População por Grupos Etários | Distribuição da População por Grupos Etários | Distribuição da População por Grupos Etários | Distribuição da População por Grupos Etários | Distribuição da População por Grupos Etários | Distribuição da População por Grupos Etários |
| -------------------------------------------- | -------------------------------------------- | -------------------------------------------- | -------------------------------------------- | -------------------------------------------- | -------------------------------------------- | -------------------------------------------- | -------------------------------------------- | -------------------------------------------- | -------------------------------------------- |
| Ano                                          | 0-14 Anos                                    | 15-24 Anos                                   | 25-64 Anos                                   | > 65 Anos                                    |                                              | 0-14 Anos                                    | 15-24 Anos                                   | 25-64 Anos                                   | > 65 Anos                                    |
| 2001                                         | 91                                           | 72                                           | 283                                          | 189                                          |                                              | 14,3%                                        | 11,3%                                        | 44,6%                                        | 29,8%                                        |
| 2011                                         | 85                                           | 65                                           | 293                                          | 180                                          |                                              | 13,6%                                        | 10,4%                                        | 47,0%                                        | 28,9%                                        |

Média do País no censo de 2001:  0/14 Anos-16,0%; 15/24 Anos-14,3%; 25/64 Anos-53,4%; 65 e mais Anos-16,4%
Média do País no censo de 2011:   0/14 Anos-14,9%; 15/24 Anos-10,9%; 25/64 Anos-55,2%; 65 e mais Anos-19,0%

## Localidades
A Freguesia de Alviobeira era constituída pelos seguintes lugares: Alviobeira, Benfica, Casal Velho, Ceras, Chão de Eiras, Freixo, Manobra, Nexebra, Portela de Nexebra, Quinta do Paço, Ribeira de Ceras, Touco, Valada, Vale Carneiro e Ventoso.

## Actividades económicas
Indústrias,  serralharia civil, oficinas automóveis de pintura e bate chapaqs, nos lugares do Freixo, o lugar mais industrial da freguesia; transformação de madeira, agricultura, pequeno comércio, construção civil e pecuária.
O antigo lagar de azeite, à entrada da aldeia está em estado excelente de conservação mas mantém-se fechado.

## Feiras
Mercado semanal (Domingo).

## Festas e Romarias
Círio de Nossa Senhora do Pranto em Dornes (7ª Segunda-feira após a Páscoa), Festa do Padroeiro (15 de Agosto), Nossa Sra. da Ajuda (8 de Agosto), S. João no Chão das Eiras (fim-de-semana antes de 24 de Junho) e a festa do Vinho (11 de Novembro). Festa de Santa Luzia, em Ventoso, em Maio.

## Património
Dos monumentos assinalados como (Património cultural e edificado), destacam -se com maior ênfase, três:
- Igreja Matriz da freguesia é um templo arquitectonicamente comum à região, possui uma só nave, de tecto de madeira de três planos, coro sobre as colunas, uma capela-mor coberta. Os retábulos de talha têm um valor relativo, muito menor do que os azulejos azuis e amarelos (oitocentistas), tem um púlpito de cálice, renascentista, com varanda de balaustres. É riquíssima em imagens sagradas: S. Brás, Santo António, Santíssima Trindade, S. Francisco, Santo Antão, S. Pedro,- orago da freguesia - S. Gregório, entre outros. A igreja foi alvo de profundas obras de restauro nos últimos dez anos, dinamizadas pelo pároco Padre Mário, que a modernizaram e deram um ambiente mais acolhedor, tanto interior como exteriormente.
- A ermida de Nossa Senhora da Ajuda situa-se em Ceras. É um templo modesto, com duas galilés laterais, no interior existe um altar-mor e dois laterais, e junto ao da Epístola está uma lápide que indica António Medeiros Leitão como fundador da capela em 1755. No trono do altar-mor, existe uma imagem de Nossa Senhora da Ajuda, pintada e estofada. È um templo interessante dp ponto de vista arquitectónico.
- A ermida de Santa Luzia, que se situa numa pequena localidade chamada Ventoso. Este templo aldeão é pequeno, e é marcado pela imagem do seu orago, uma escultura de pedra do século XVII, que mede aproximadamente 0,705 metros.

Foi objecto de obras de restauro no ano de 2005.

### Outro património
- Sítio arqueológico do Cabeço da Pena
- Castelo de Ceras
- Capela de São João Baptista. Este templo localizado no lugar das Eiras, foi construído pela população local, tendo sido inaugurado no ano de 1989.
- Ponte romana em Ceras.
- Um solar designado Casa da Eira, em Ceras.
- Azenhas em Ceras e Pego (Pias).
- Vasta rede de rega do tempo romano que a partir dos açudes regava todo o vale da ribeira de Ceras
- Museu Rural e Etnográfico a funcionar no edificio sede da Junta e organizado e mantido pelo rancho local. Possui um acervo muito rico de materiais doados pela população ao longo dos anos Conjunto arquitectónico e paisagístico da freguesia.
- Praia  fluvial com açude no Pego, em Lameirinha, Ceras/Pias.

## Gastronomia
Enchidos, queijo e vinho;.

## Artesanato
Tecelagem (com tear a funcionar no museu), tanoaria, cestaria e transformação de pedra (fogões de sala).

## Colectividades
- Centro Recreativo e Cultural de Alviobeira
- Rancho Folclórico e Etnográfico de Alviobeira(com centenas de actuações a nivel nacional e federado) e
- Associação Estaminé em Ceras.